# Beth Kennedy
Beth Anne Kennedy (22 marzo 1965) è un'attrice statunitense.

## Filmografia parziale
- Sabrina, vita da strega (1 episodio, 1996)
- Corsa a Witch Mountain (2009)
- Appuntamento con l'amore (2010)
- Mother’s Day (2016)